# Умершие в феврале 2014 года
Это список известных людей, соответствующих установленным критериям значимости (см. Википедия:Критерии значимости персоналий), умерших в феврале 2014 года.
Причина смерти указывается лишь в исключительных случаях (убийство, самоубийство, гибель в результате военных действий, смертная казнь, ДТП или несчастные случаи). В остальных случаях — не указывается.

## 28 февраля
- Беляков, Ростислав Аполлосович (94) — советский и российский авиаконструктор, академик РАН, дважды Герой Социалистического Труда (1971, 1982), лауреат Ленинской (1972), Сталинской 1-й степени (1952) и Государственной премий (1988)[1].
- Картер, Кевон (30) — тринидадский футболист, нападающий клуба «Дефенс Форс» и сборной Тринидада и Тобаго[2].
- Мадо, Митио (104) — японский поэт, автор многочисленных стихов для детей[3].
- Новиков, Вячеслав Александрович (65) — российский государственный деятель, член Совета Федерации Федерального Собрания РФ от законодательной власти Красноярского края (с 2002 года); сердечный приступ[4].
- Риккенбахер, Карл Антон (73) — швейцарский дирижёр[5].

## 27 февраля

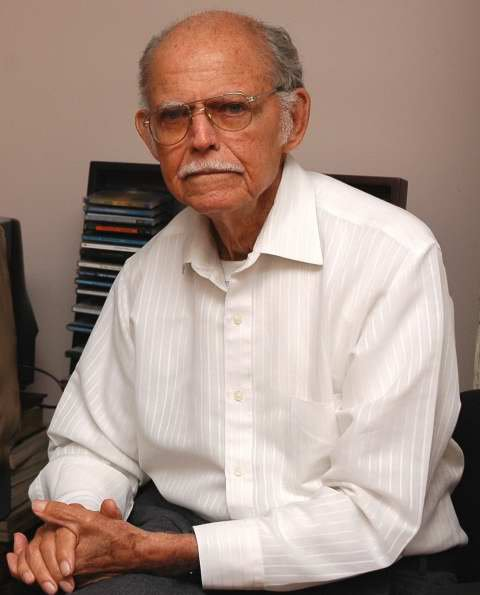
Убер Матос

- Агамирзян, Галина Иосифовна (91) — советский театральный деятель, искусствовед, педагог, вдова театрального режиссёра Рубена Агамирзяна[6].
- Алесян, Арам (93) — французский художник армянского происхождения[7].
- Висилицкий, Михаил Аркадьевич (?) — советский и российский театральный режиссёр и драматург, руководитель театра-студии «Рок-драма» (Нижний Новгород)[8].
- Де Авила, Мария (93) — испанская балерина, балетмейстер и педагог[9].
- Дынга, Валентин Иванович (62) — молдавский композитор, заслуженный деятель искусств Республики Молдова[10].
- Коктайт, Ассад — Президент Совета ИКАО (1976—2006)[11].
- Матос, Убер (95) — кубинский революционер, позднее политзаключённый, диссидент[12].
- Саввин, Юрий Сергеевич (51) — заслуженный тренер России по тяжёлой атлетике[13].
- Сахер, Рихард (71) — чехословацкий политик, министр внутренних дел (1989—1990), запретивший деятельность Службы Государственной безопасности Чехословакии[14].

## 26 февраля

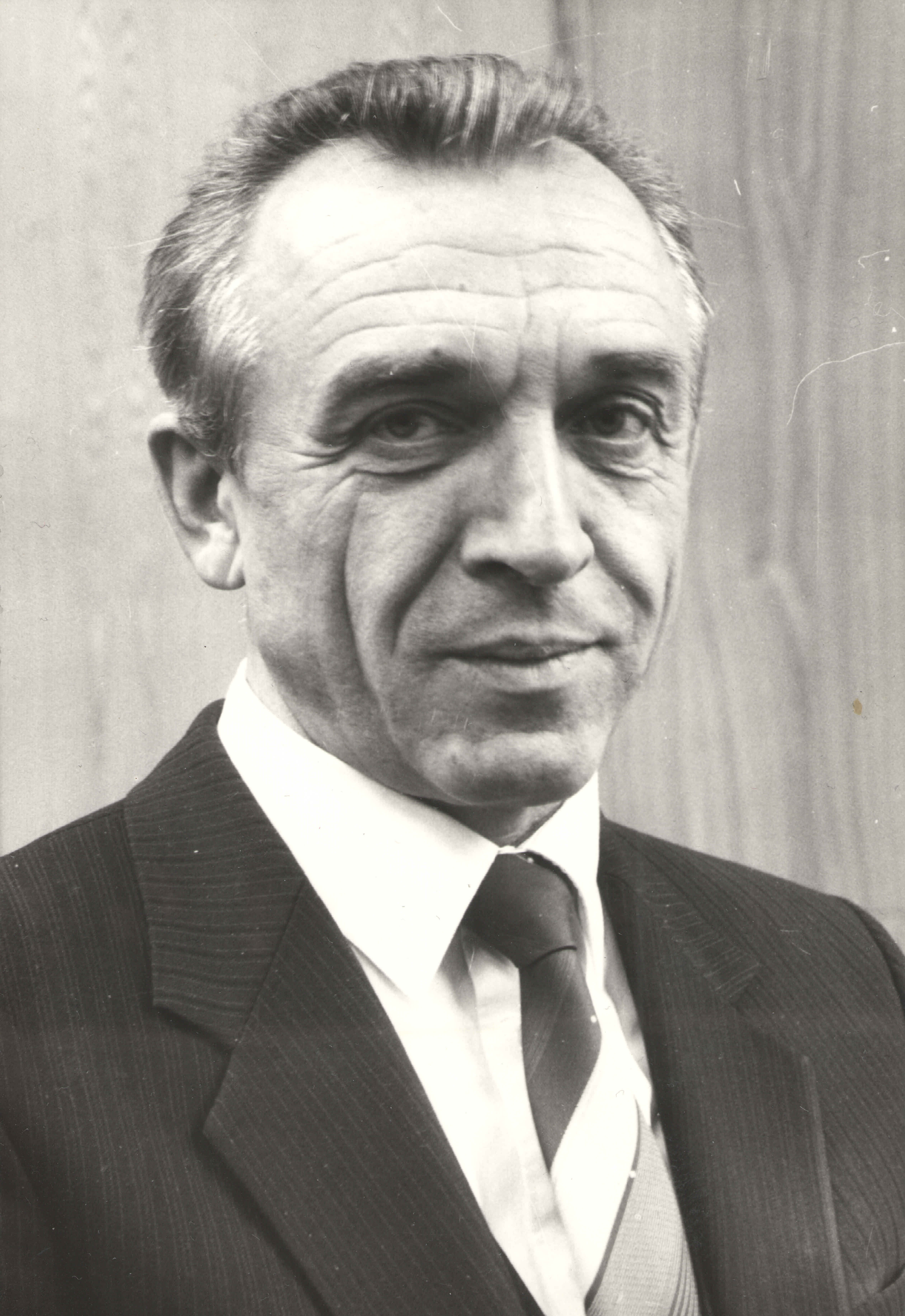
Александр Анипкин

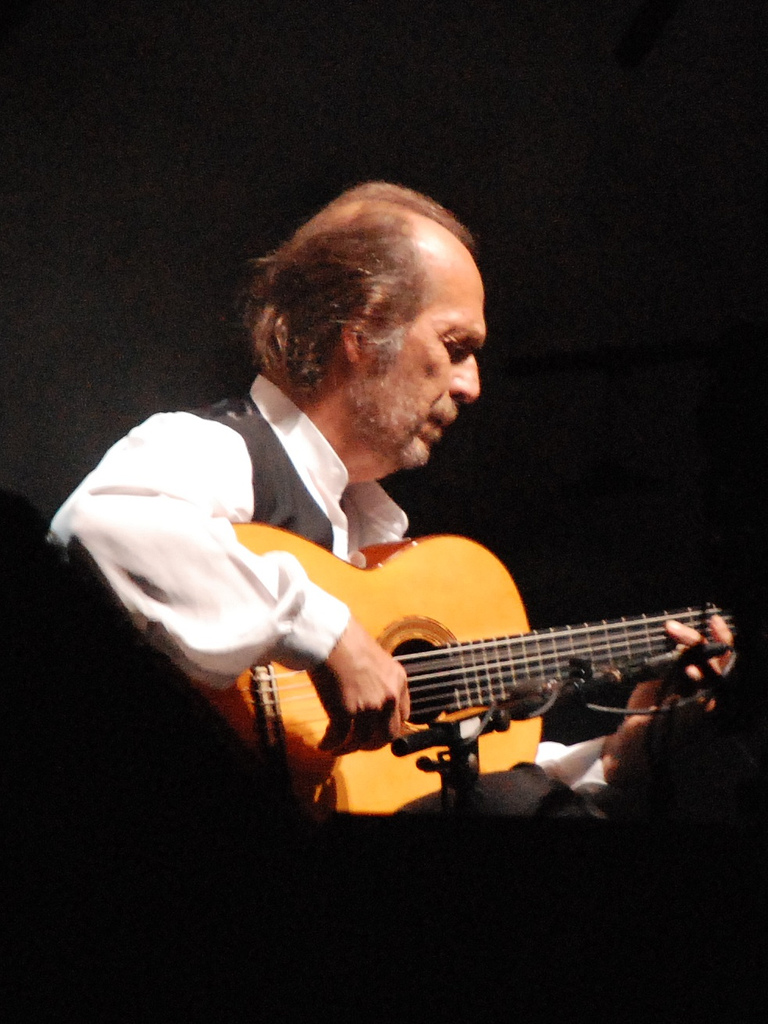
Пако Де Лусия

- Аль-Калади, Ришад (?) — начальник разведывательной службы Йемена, генерал; убийство[15].
- Анипкин, Александр Михайлович (73) — советский партийный деятель, первый секретарь Волгоградского обкома КПСС (1990—1991)[16].
- Бурлацкий, Фёдор Михайлович (87) — советский и российский политолог, журналист, публицист, профессор, главный редактор «Литературной газеты» (1990—1991). Народный депутат СССР (1989—1991)[17].
- Костюнин, Николай Иванович (94) — советский дипломат, временный поверенный в делах СССР в Греции, генеральный консул СССР в Лейпциге[18].
- Новак, Дежё (75) — венгерский футболист и тренер, двукратный олимпийский чемпион Игр в Токио (1964) и Мехико (1968)[19].
- Пако Де Лусия (66) — испанский музыкант, один из самых известных в мире гитаристов — исполнителей фламенко; сердечный приступ[20].
- Удалов, Александр Петрович (91) — бригадир слесарей-монтажников завода «Красное Сормово» (Нижний Новгород), Герой Социалистического Труда (1970)[21].
- Фрай, Уэйн (83) — американский гребец, чемпион летних Олимпийских игр в Хельсинки (1952) в гребле академической (восьмёрка)[22].
- Этрог, Сорель (80) — канадский скульптор[23].

## 25 февраля

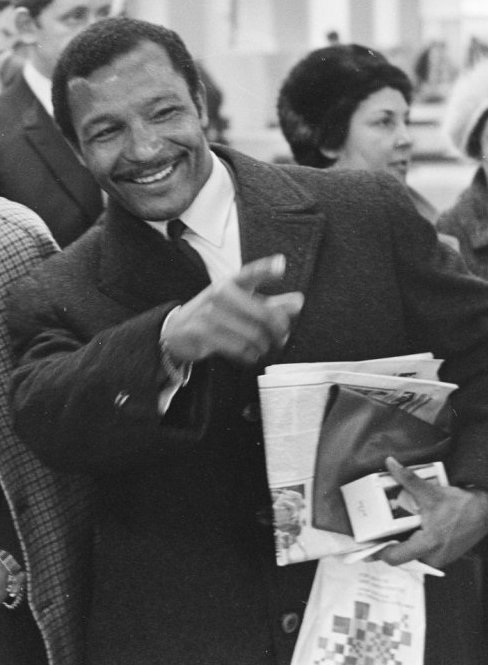
Мариу Колуна

- Горбунов, Виталий Иванович (93) — советский и эстонский кинорежиссёр и кинооператор, участник Великой Отечественной войны[24].
- Колуна, Мариу (78) — португальский и мозамбикский футболист и тренер, серебряный призёр чемпионата мира по футболу (1966)[25].
- Лумумба, Чокве (66) — американский политик, мэр Джэксона (Миссисипи)[26].
- Серменьо, Антонио (44) — венесуэльский боксёр, двукратный чемпион мира по версии WBA (1995—1998, 1998—1999); убийство[27].
- Якупов, Эмиль Ляумович (56) — основатель и глава компании «ПараТайп», один из создателей символа рубля[28].

## 24 февраля

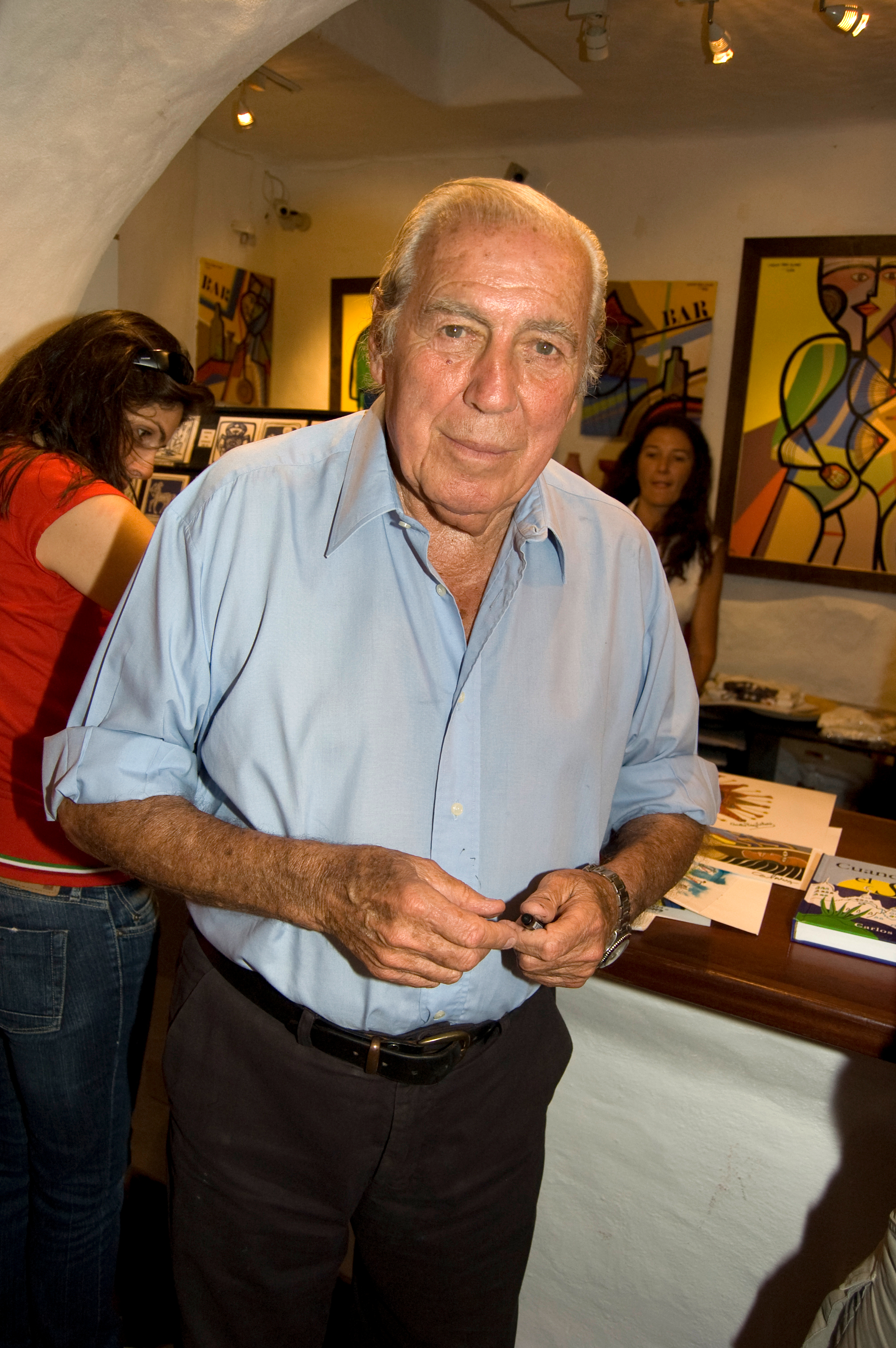
Карлос Паэс Виларо

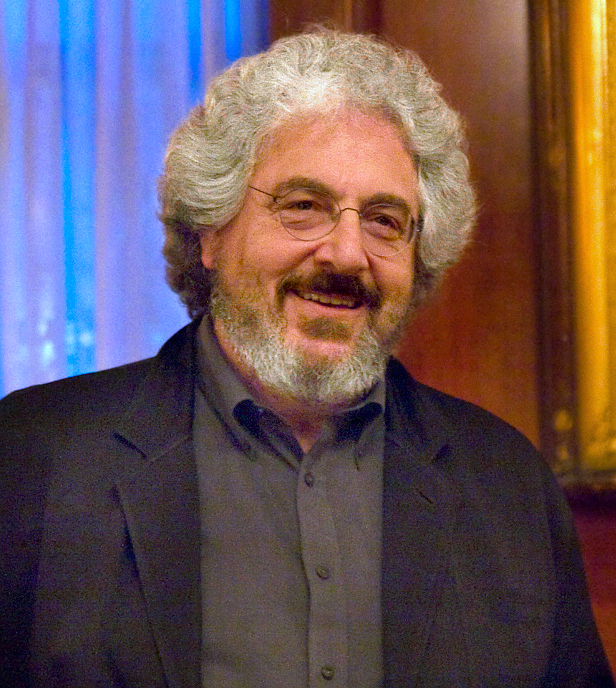
Гарольд Рамис

- Абдин, Тофик (72) — азербайджанский поэт и публицист, заслуженный работник культуры Азербайджанской Республики[29].
- Аль-Кахлут, Абдель Карим (78) — муфтий сектора Газа (Палестинская автономия Израиля)[30].
- Бендицкий, Натан Семёнович (65) — российский пианист и музыкальный педагог, профессор Саратовской государственной консерватории им. Л. В. Собинова, заслуженный артист Российской Федерации[31].
- Бичер, Фрэнни (92) — американский гитарист (Bill Haley & His Comets), один из первых исполнителей песни «Rock Around the Clock»[32].
- Капикян, Альберт (83) — американский учёный-вирусолог, доктор медицинских наук, первооткрыватель норовируса[33][34].
- Наваз Хан, Хамид — пакистанский генерал и политик, министр обороны (2001—2005), министр внутренних дел (2007—2008)[35].
- Паэс Виларо, Карлос (90) — уругвайский художник, скульптор, архитектор, писатель и путешественник[36].
- Райш, Гюнтер (86) — восточногерманский режиссёр, лауреат кинофестиваля в Карловых Варах (1980)[37].
- Рамис, Гарольд (69) — американский актёр, сценарист и режиссёр, лауреат премии BAFTA («День сурка») (1994); аутоиммунный васкулит[38].
- Рейнольдс, Анна (82) — английская оперная певица, меццо-сопрано[39].
- Федорук, Леонид Евгеньевич (75) — украинский журналист и поэт, заслуженный деятель искусств Украины[40].
- Харрисон, Нил (64) — канадский кёрлингист, двукратный чемпион мира (1983, 1990)[41].
- Херля, Николае (86) — румынский оперный певец[42].

## 23 февраля
- Кнотек, Ханси (99) — австрийская актриса[43].
- Коновал, Владимир Иванович (73) — строитель БАМа, Герой Социалистического Труда (1984), заслуженный строитель Украинской ССР[44]
- Лейбович, Анатолий Гришевич (54) — молдавский и израильский бизнесмен, председатель Ассоциации израильских бизнесменов в Республике Молдова «Даркон»[45].
- Херц-Зоммер, Алиса (110) — чехословацкая и израильская пианистка, музыкальный педагог, мемуарист, старейший в мире свидетель Холокоста[46].
- Хыла, Тадеуш (80) — польский эстрадный певец, гитарист и композитор[47].
- Шмурыгина, Татьяна Никитична (93) — советский животновод, свинарка совхоза имени М. Горького (Краснодарский край), Герой Социалистического Труда (1951)[48].

## 22 февраля

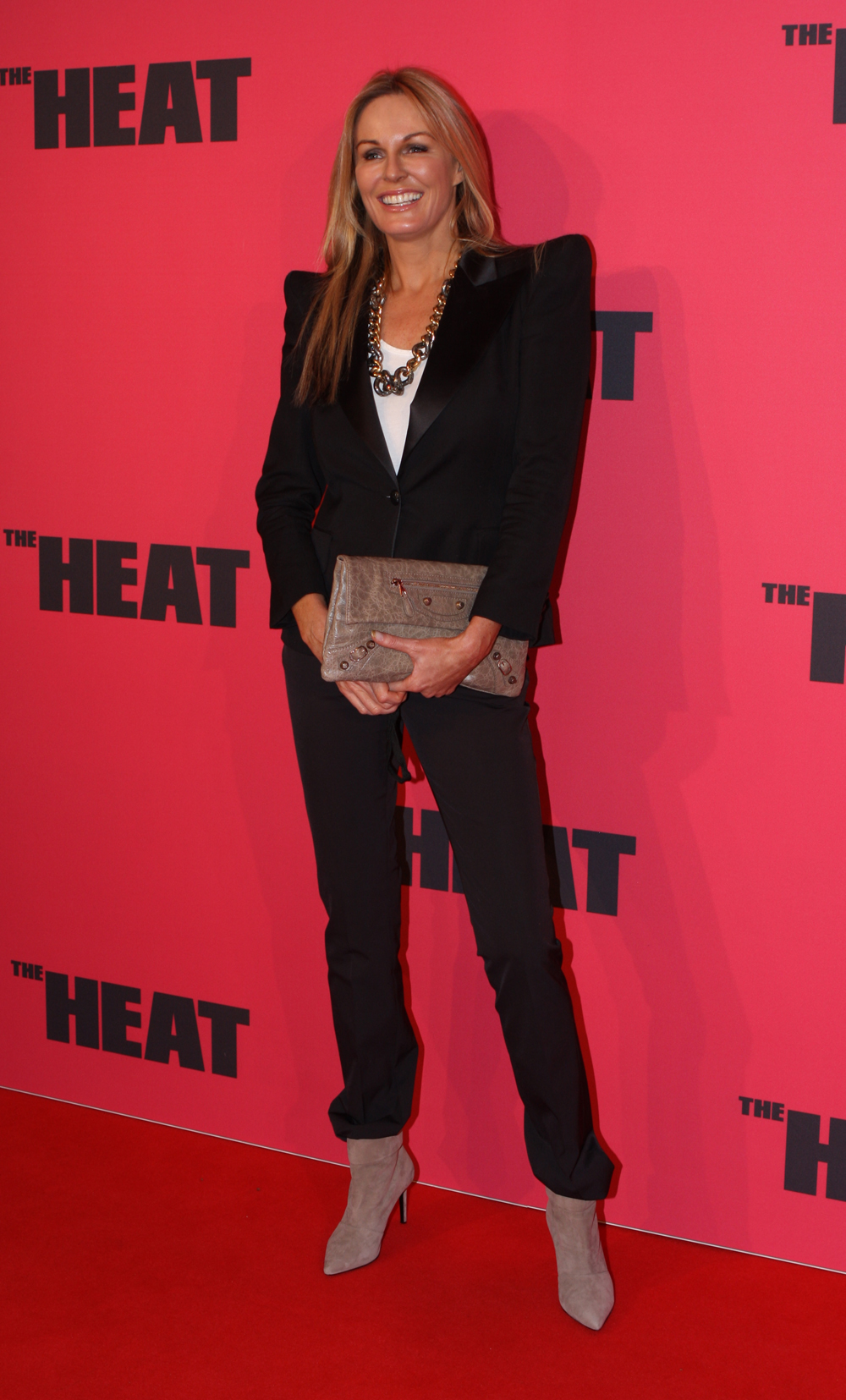
Шарлотта Доусон

- Агиашвили, Давид (64) — советский и грузинский режиссёр и сценарист («Али-Баба и сорок разбойников»)[49].
- Гердрих, Вера Владимировна (100) — советская театральная актриса, заслуженная артистка РСФСР [kino-teatr.ru/teatr/acter/w/sov/272562/bio/].
- Гурзадян, Григор Арамович (91) — советский и армянский астрофизик. Академик АН Армении, руководитель армянского центра по космическим исследованиям[50].
- Доусон, Шарлотта (47) — новозеландско-австралийская журналистка, телеведущая и фотомодель[51].
- Зимин, Валерий Дмитриевич (82) — советский и российский детский писатель, актёр и режиссёр, лауреат премии «Северная Пальмира» за 2000 год[52].
- Крамер, Эдит (98) — австрийская художница, один из пионеров арт-терапии[53].
- Листов, Владимир Владимирович (82) — советский государственный и партийный деятель, министр химической промышленности СССР (1980—1986). Лауреат Государственной премии СССР (1982)[54].
- Юсифов, Натиг Мустафа оглы (65) — азербайджанский учёный-филолог, проректор Азербайджанского университета языков (с 2000 года), профессор, доктор филологических наук[55].

## 21 февраля
- Балан, Марика Георгиевна (77) — молдавская актриса театра и кино, основатель театра одного актёра «Моно»[56].
- Бранев, Веселин (81) — болгарский киносценарист, кинорежиссёр и писатель; с 1991 года проживал в Канаде[57].
- Ди Джакомо, Франческо (66) — итальянский певец («Banco del Mutuo Soccorso»)[58].
- Косова, Елена Александровна (89) — советская разведчица, советский и российский скульптор[59].
- Петровский, Владимир Фёдорович (80) — советский и российский дипломат, заместитель (1986—1991), первый заместитель Министра иностранных дел СССР (1991—1992)[60].
- Робинсон, Мэттью (29) — австралийский сноубордист-паралимпиец, лидер в зачёте этапов Кубка мира по парасноуборду в сезоне 2013—2014 годов; последствия травм шеи и позвоночника[61].
- Росич, Джоко (81) — болгарский актёр сербского происхождения[62].
- Стайков, Георгий Ненчев (106) — самый пожилой участник Второй мировой войны среди жителей Болгарии (о смерти стало известно в этот день)[63].
- Шевницын, Леонид Сергеевич (82) — директор Чебоксарского химкомбината «Химпром» (1969—1994), Герой Социалистического Труда (1981)[64].
- Шигалов, Евгений Александрович (60) — белорусский бизнесмен, основатель и владелец крупнейшего в Белоруссии торгового центра «Ждановичи»[65] Архивная копия от 1 марта 2014 на Wayback Machine.
- Шилов, Валерий Васильевич (73) — советский хоккеист и тренер, главный тренер хоккейного клуба СКА (Ленинград) (1978—1979 и 1984—1989)[66].

## 20 февраля

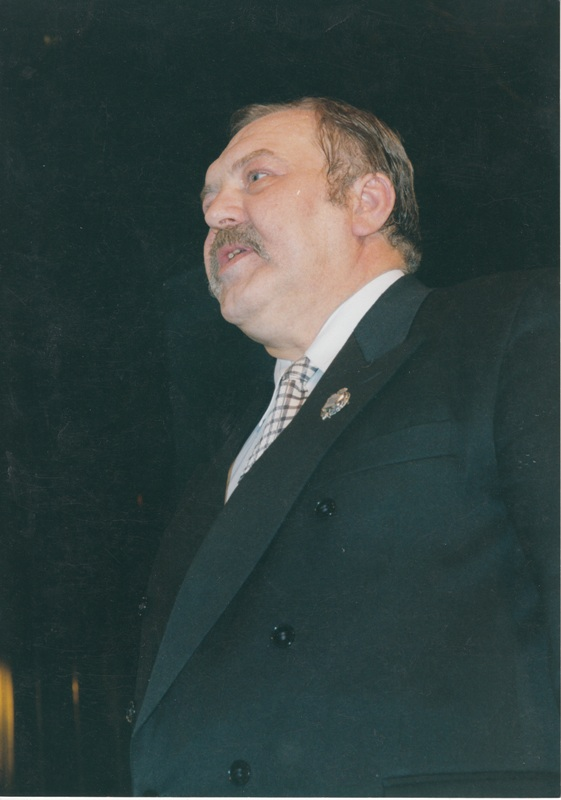
Валерий Пашнин

- Бруно, Рафаэль Аддиего (90) — уругвайский юрист и политик, исполняющий обязанности президента Уругвая (1985)[67].
- Балмуханов, Саим Балуанович (91) — советский и казахский учёный-онколог, академик АН Казахской ССР (1967)[68].
- Борисов, Михаил Васильевич (33) — российский актёр Якутского академического драматического театра им. П. А. Ойунского и кино; самоубийство[69].
- Брызгалин, Виктор Степанович (73) — российский баянист, заслуженный артист Российской Федерации[70].
- Гацак, Виктор Михайлович (80) — советский и российский фольклорист, исследователь традиционной культуры народов России и Восточной Европы, член-корреспондент РАН[71].
- Дмитриевский, Лев Николаевич (84) — советский и российский учёный-оборонщик, первый директор — главный конструктор Научно-исследовательского и конструкторского института радиоэлектронной техники (НИКИРЭТ) (1977—1992). Лауреат Государственной премии СССР (1977), почётный гражданин города Заречный (Пензенская область)[72].
- Заугольнов, Анатолий Павлович (75) — советский и российский художник[73].
- Иста, Теа (81) — финская актриса[74].
- Котельников, Вадим (51) — гитарист российской рок-группы «Монгол Шуудан», основатель группы «Клиника»[75].
- Маняца, Кэлин Филиппович (72) — молдавский актёр Национального театра им. Василе Александри и кино[76].
- Пашнин, Валерий Павлович (63) — художественный руководитель (1990—2010), режиссёр-постановщик (с 2010 года) Нижнетагильского драматического театра имени Д. Мамина-Сибиряка, заслуженный деятель искусств Российской Федерации[77].
- Тирни, Малкольм (76) — британский актёр[78].
- Фук, Антуанетта (76) — французская феминистка, соосновательница «Движения за освобождение женщин»[79].
- Хван Чжун Сун (89) — южнокорейская актриса[80].
- Шарбоннель, Жан (86) — французский политик, министр промышленного и научного развития (1972—1974)[81].
- Шарифова, Фирангиз Аббасмирза кызы (90) — советская азербайджанская актриса, народная артистка Азербайджанской ССР[82].

## 19 февраля

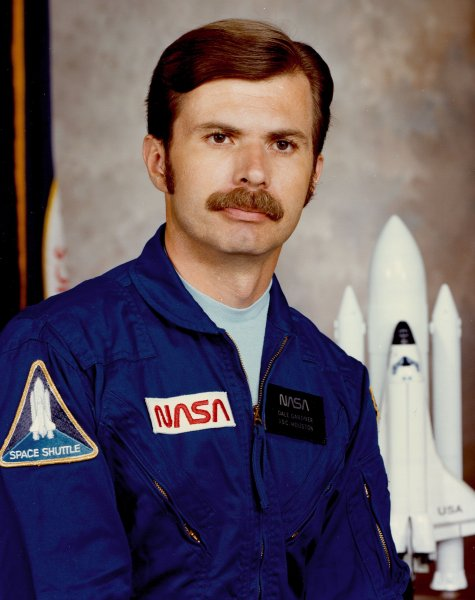
Дейл Аллан Гарднер

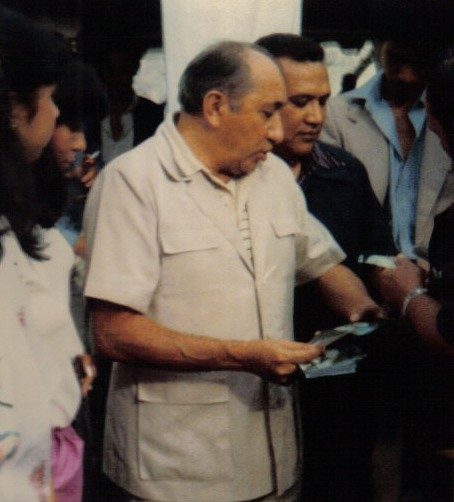
Симон Диас

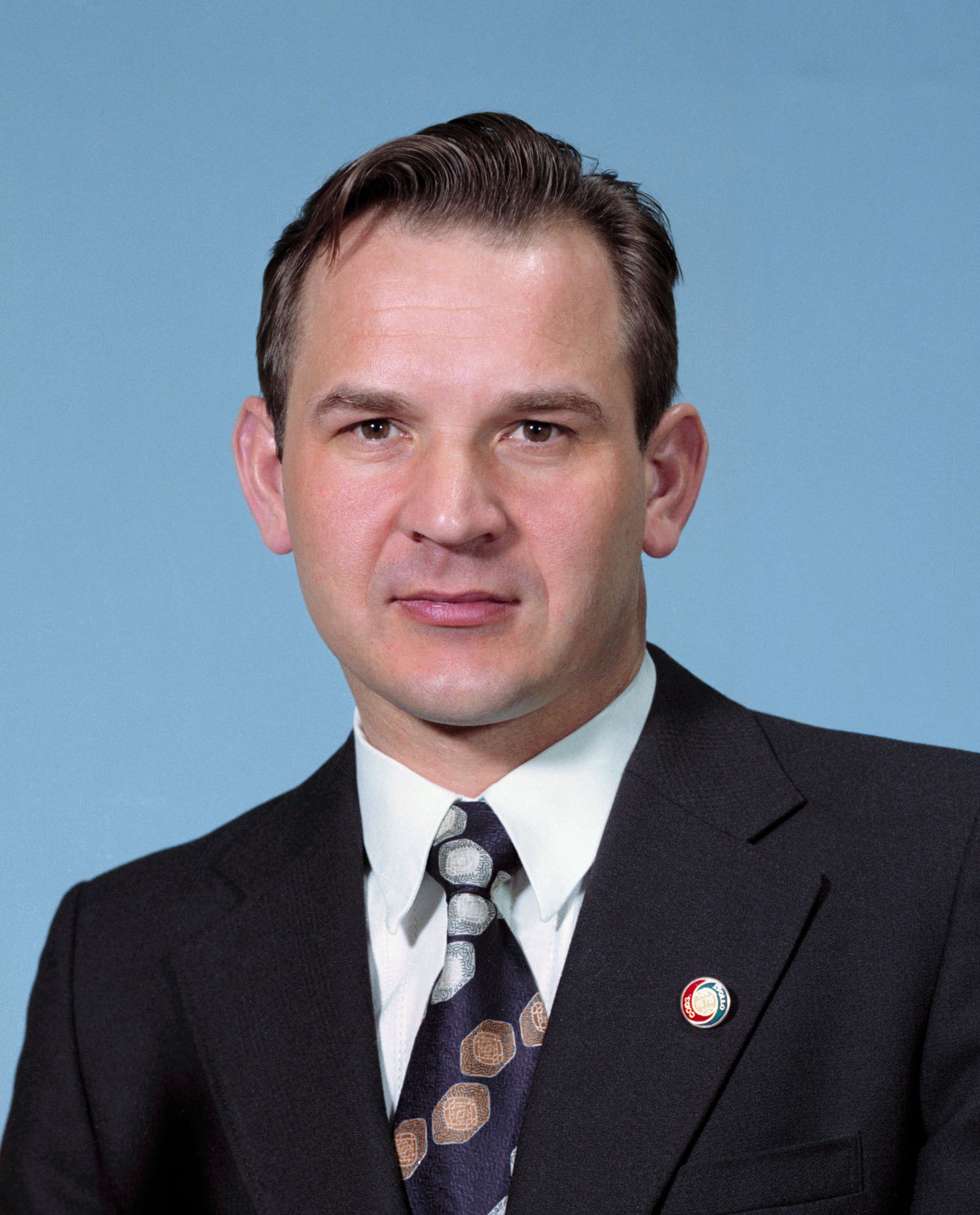
Валерий Кубасов

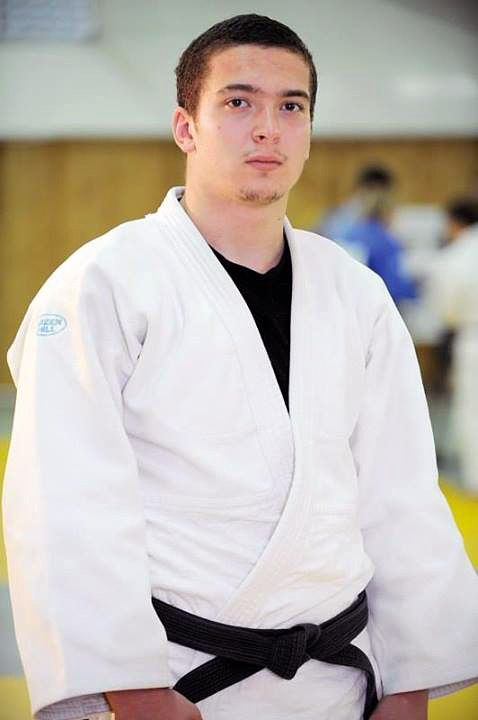
Дмитрий Максимов

- Баландин, Анатолий Никифорович (86) — советский партийный и государственный деятель, первый секретарь Оренбургского обкома КПСС (1980—1989)[83].
- Бенитес Фернандес, Антонио (62) — испанский футболист («Реал Бетис»), обладатель Кубка Испании по футболу (1977)[84].
- Вайрих, Джим (57) — американский компьютерный учёный, автор Rake[85].
- Гарднер, Дейл Аллан (65) — американский астронавт[86].
- Диас, Симон (85) — венесуэльский певец и композитор[87].
- Кубасов, Валерий Николаевич (79) — советский космонавт № 18, дважды Герой Советского Союза (1969, 1975)[88][89].
- Максимов, Дмитрий Вячеславович (19) — украинский спортсмен-дефлимпиец, мастер спорта Украины, Герой Украины (2014); погиб во время Евромайдана[90].
- Рабинович, Юрий Григорьевич (76) — российский композитор, певец, биограф Яна Френкеля и основатель фестиваля его имени «Утро планеты», заслуженный артист Российской Федерации (1995)[91][нет в источнике].
- Уччи, Тони (92) — итальянский актёр[92].

## 18 февраля

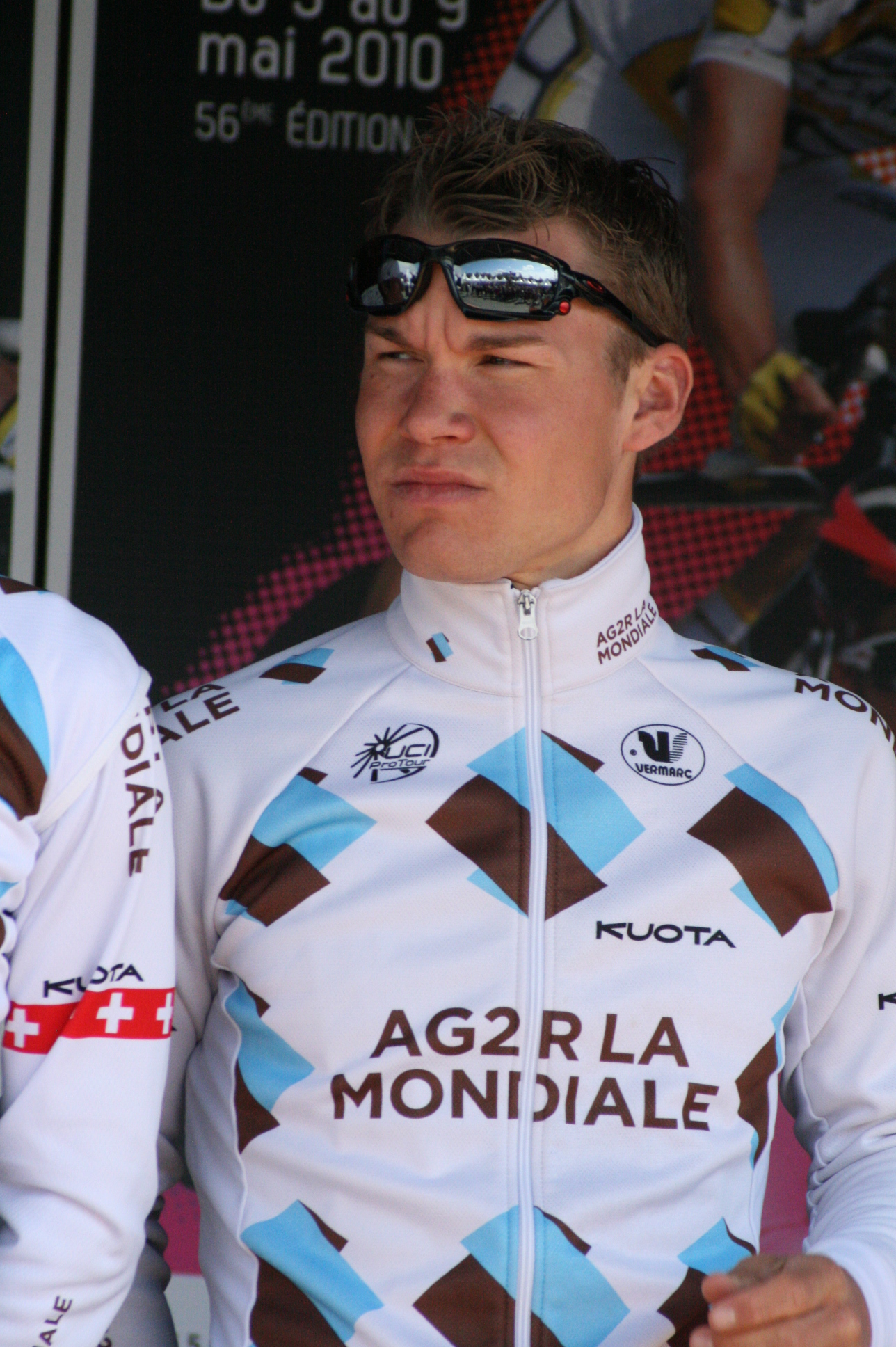
Кристоф Годдарт

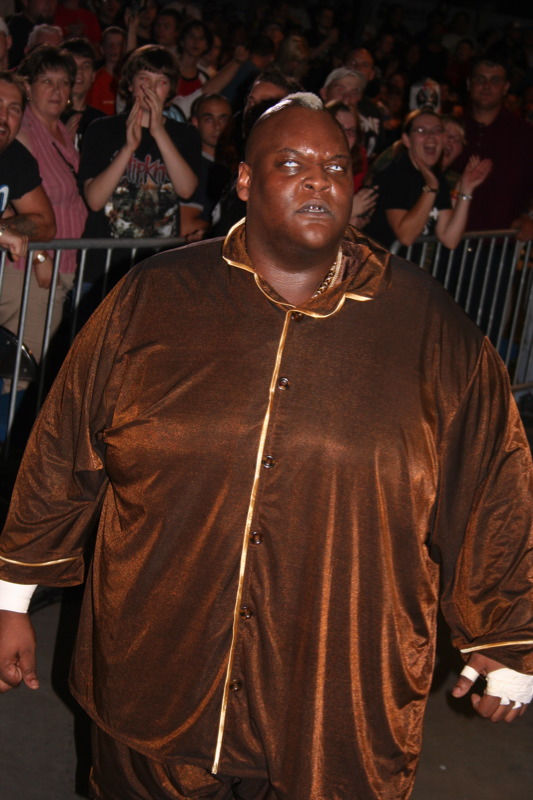
Нельсон Фрейзер

- Галлант, Мейвис (91) — канадская писательница[93].
- Годдарт, Кристоф (27) — бельгийский шоссейный велогонщик; ДТП[94].
- Зайко, Яков Яковлевич (73) — украинский журналист и политик, народный депутат Украины I созыва (1990—1994); инфаркт миокарда[95].
- Носке, Бернд (67) — немецкий музыкант («Birth Control»)[96].
- Старасте-Бордевика, Маргарита (100) — латвийская писательница и книжный иллюстратор[97].
- Теванян, Ваагн (56) — армянский художник, главный художник Национального академического театра им. Г. Сундукяна[98].
- Фон Трапп, Мария Франциска (99) — последняя участница семейного музыкального ансамбля Георга фон Траппа. На истории её семьи основан мюзикл «Звуки музыки»[99].
- Фрейзер, Нельсон (42) — американский профессиональный рестлер; сердечный приступ[100].

## 17 февраля
- Гева, Йосеф (90) — израильский генерал, командующий Центральным военным округом (1960—1966)[101].
- Казенин, Владислав Игоревич (76) — советский и российский композитор, председатель Союза композиторов России (с 1990 года), народный артист Российской Федерации, лауреат Государственной премии Российской Федерации в области литературы и искусства 2003 года[102].
- Каро, Жан-Мари (84) — французский политик, председатель ассамблеи Западноевропейского союза (1984—1987)[103].
- Касейл, Боб (61) — американский гитарист (Devo); остановка сердца[104].
- Миланов, Николай Олегович (63) — российский специалист в области пластической и реконструктивной хирургии, академик РАМН[105].
- Флорин, Петер (92) — восточногерманский дипломат, заместитель министра иностранных дел ГДР (1982—1989), председатель 42-й сессии Генеральной Ассамблеи ООН (1987—1988), сын Вильгельма Флорина[106].

## 16 февраля
- Бегов, Алексей Сергеевич (62) — российский художник, член-корреспондент Российской Академии художеств[107].
- Бергер, Уве (85) — немецкий писатель, лауреат Национальной премии ГДР[108].
- Кардаш, Анатолий Абрамович (79) — советский и израильский историк Холокоста[109].
- Кравинкель, Герт (66) — немецкий музыкант (Trio)[110].
- Крейчи, Ярослав (98) — чешский социолог, юрист, политик[111].
- Кутс, Джейми (41) — американский пастор-пятидесятник и телеведущий National Geographic Channel; укус змеи[112].
- Мураками, Джимми (80) — японский и американский режиссёр-аниматор, лауреат Венецианского кинофестиваля за лучший детский фильм (1965), номинант на премию «Оскар» (1969) за фильм The Magic Pear Tree[113].
- Мушегян, Саркис (Серджио) (98) — последний свидетель армянского геноцида в Османской империи[114].
- Пипер, Юлия (19) — немецкая биатлонистка, участница чемпионата мира по биатлону среди юниоров (2013); самоубийство[115].
- Савойя, Мишель (55) — американский дизайнер (тело найдено в этот день)[116].
- Эйдлин, Леонид Данилович (77) — советский и российский театральный и кинорежиссёр, заслуженный деятель искусств Российской Федерации; инсульт[117].

## 15 февраля
- Блёккер, Херберт (71) — немецкий спортсмен-конник, двукратный призёр летних Олимпийских игр в Барселоне (1992)[118].
- Вылчев, Еню Димов (78) — болгарский борец вольного стиля, чемпион летних Олимпийских игр в Токио (1964), двукратный призёр Олимпийских игр (1960, 1968), чемпион и неоднократный призёр чемпионатов мира; инфаркт[119].
- Каверин, Николай Вениаминович (80) — советский и российский вирусолог, академик РАМН, сын писателя Вениамина Каверина[120].
- Касымбеков, Канымбек-Кано (71) — казахстанский кинорежиссёр и сценарист, обладатель приза «Серебряная нимфа» Международного кинофестиваля в Монте-Карло (1972), лауреат премии Ленинского комсомола Казахстана (1974), заслуженный деятель Казахстана[121].
- Кондом, Джеймс (90) — австралийский актёр[122].
- Кэнфилд, Мэри Грейс (89) — американская актриса[123].
- Малкольм, Кристофер (67) — шотландский актёр[124].
- Новак, Вратислав Карел (71) — чешский архитектор и скульптор, создатель Пражского метронома[125].
- Хамхоев, Ваха Висангереевич (61) — российский ингушский поэт, председатель правления Союза писателей Республики Ингушетия (с 2006 года)[126].
- Хендерсон, Анджело (51) — американский журналист, лауреат Пулитцеровской премии (1999)[127].

## 14 февраля

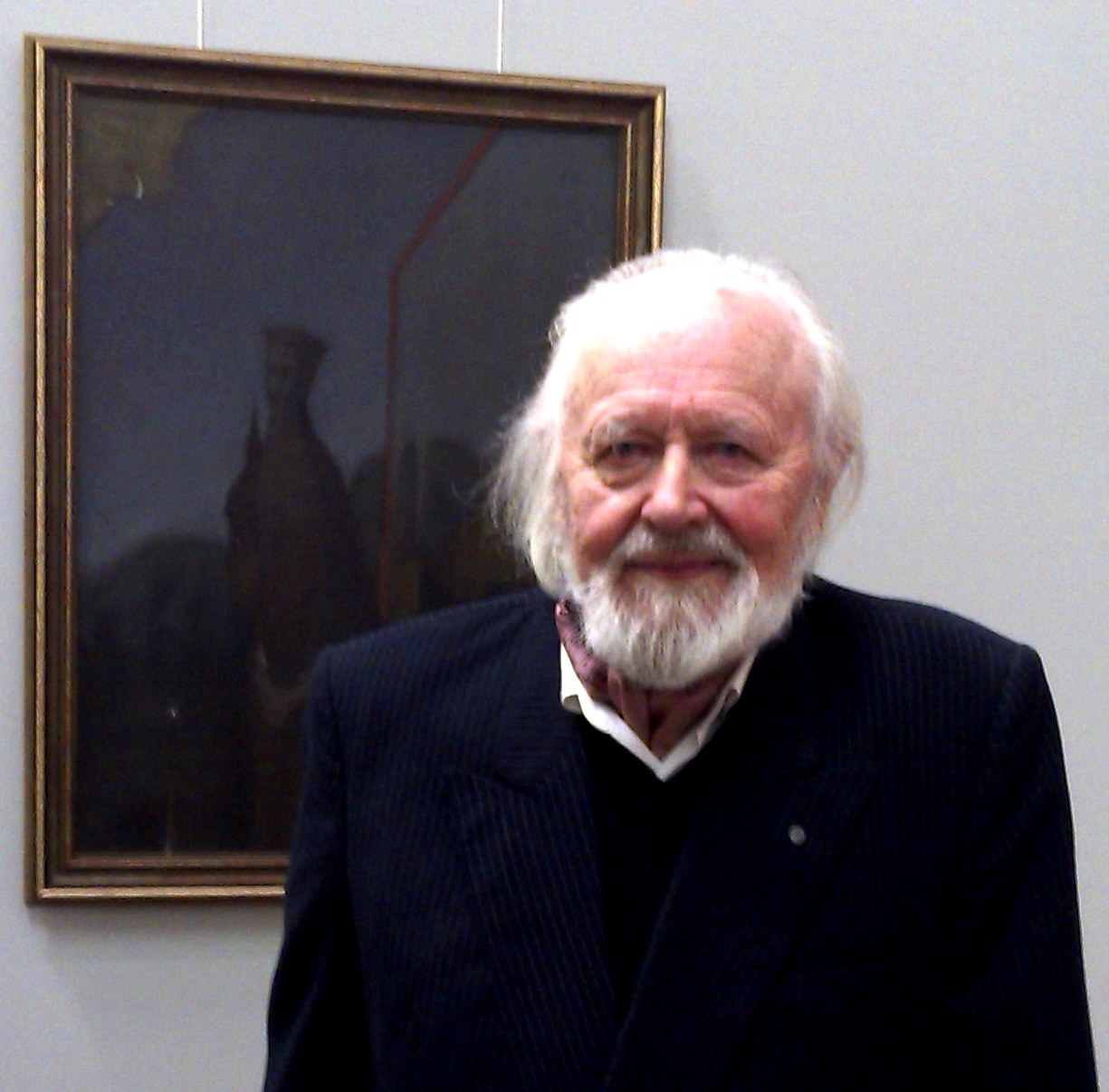
Гавриил Ващенко

- Баталов, Дмитрий Анатольевич (34) — российский паралимпийский легкоатлет[128].
- Буданицкий, Аркадий Семёнович (88) — советский и российский виолончелист, заслуженный артист России[129].
- Варшавский, Евгений Александрович (78) — советский строитель, директор Дирекции строительства Южно-Якутского территориально-производственного комплекса в Нерюнгри (1975—1986)[130].
- Ващенко, Гавриил Харитонович (85) — народный художник Беларуси, профессор, лауреат Государственной премии Белорусской ССР (1984)[131].
- Глушаков, Виктор Иванович (72) — украинский деятель культуры, бессменный директор мемориального музея имени К. Г. Паустовского в Одессе (1998—2014)[132].
- Жалилов, Остон Жалилович (76) — узбекский биолог, академик Академии наук Республики Узбекистан, доктор сельскохозяйственных наук, заслуженный деятель науки Республики Узбекистан[133].
- Магазин, Роберт Карлович (87) — председатель Владимирского горисполкома (1963—1979)[134].
- Степович, Майк (94) — американский политик, губернатор Аляски (1957—1958)[135].
- Финни, Том (91) — английский футболист, участник трёх чемпионатов мира по футболу (1950, 1954, 1958), футболист года в Англии (1954, 1957)[136].

## 13 февраля

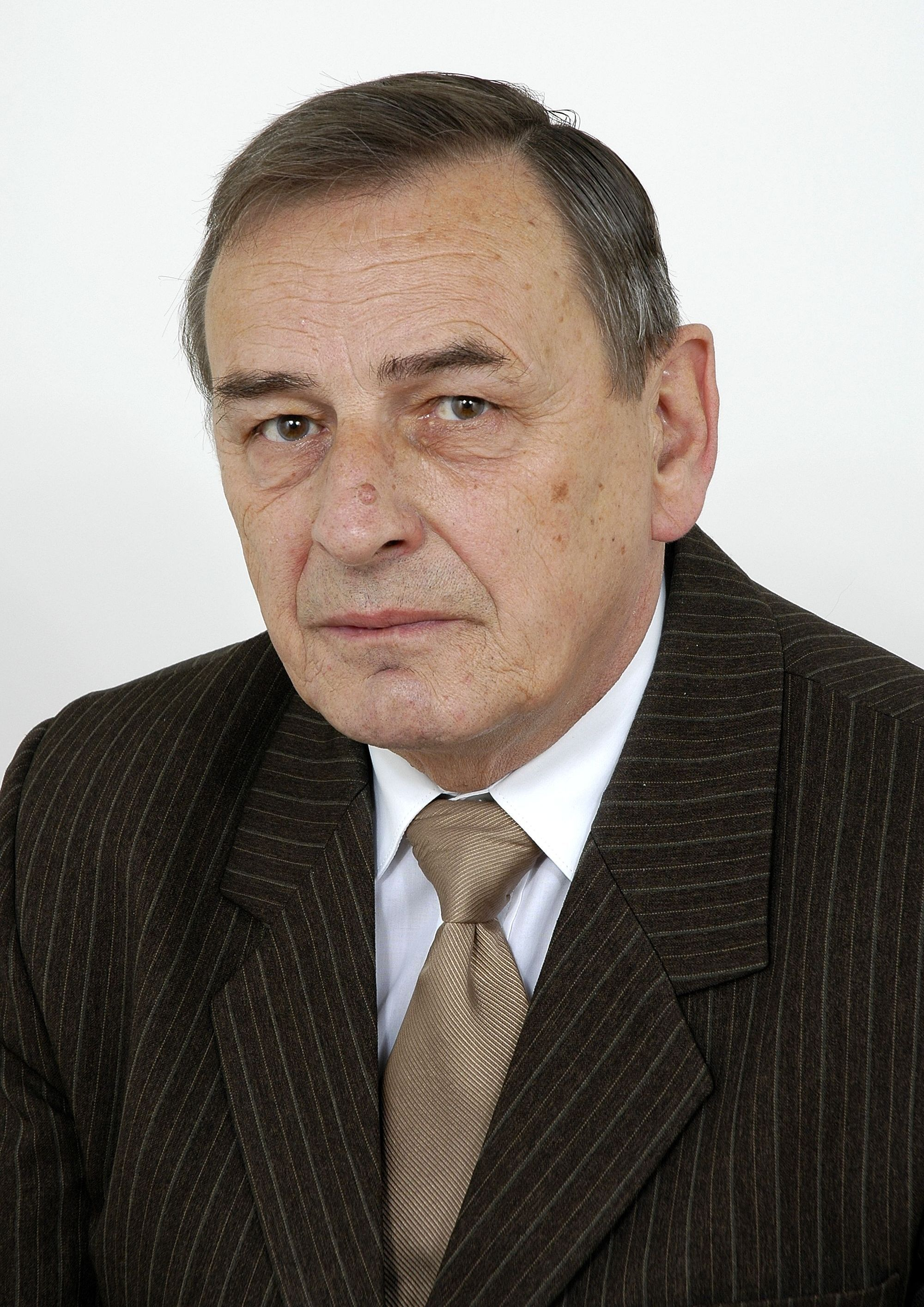
Збигнев Ромашевский

- Д’Инцео, Пьеро (90) — итальянский конник, шестикратный призёр Олимпийских игр по конкуру[137].
- Куратов, Анатолий Александрович (77) — советский и российский археолог, ректор Архангельского государственного педагогического института имени М. В. Ломоносова (1980—1986), заслуженный работник высшей школы Российской Федерации[138].
- Мартынюк, Георгий Яковлевич (73) — советский и российский актёр театра на Малой Бронной и кино, народный артист России (2003)[139].
- Мёллер-Нильсен, Рихард (76) — датский футболист и тренер[140].
- Ромашевский, Збигнев (74) — польский физик, политик, диссидент и правозащитник[141].
- Телад, Рене (82) — французский политик, министр по социальным вопросам (1992—1993)[142].
- Уэйт, Ральф (85) — американский актёр и режиссёр[143].
- Филлмор, Чарльз (84) — американский лингвист, professor emeritus лингвистики в Калифорнийском университете в Беркли, один из основателей когнитивной лингвистики[144].
- Ямамото, Кэнъити (57) — японский писатель, лауреат премии имени Сандзюго Наоки (2009)[145].

## 12 февраля

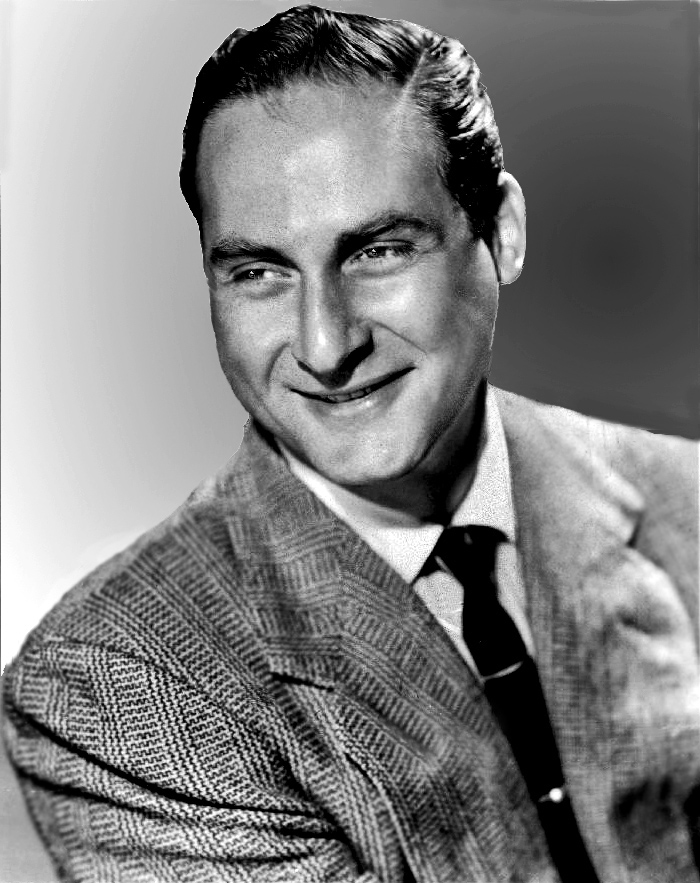
Сид Сизар

- Гевелинг, Александр Феодосьевич (85) — российский тверской поэт[146].
- Есимбеков, Сайлаубек Есимбекович (76) — казахстанский футболист («Кайрат»), футбольный арбитр и спортивный деятель, директор высокогорного катка «Медео» (1987—2004)[147].
- Назикян, Арменак Дикранович (90) — ветеран Великой Отечественной войны, участник штурма Берлина.
- Сизар, Сид (91) — американский актёр и писатель[148].
- Шибанов, Виктор Иванович (91) — ветеран Великой Отечественной войны, Герой Советского Союза (1943)[149].

## 11 февраля

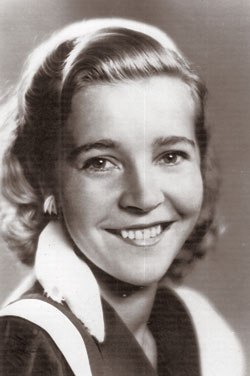
Алиса Бабс

- Алиса Бабс (90) — шведская певица и актриса[150].
- Вестлинг, Эллен (109) — старейшая жительница Швеции[151].
- Глущенко, Виктор Григорьевич (77) — советский и российский кинематографист, педагог, заслуженный работник культуры РСФСР[152].
- Калаберда, Вячеслав Леонидович (67) — советский и российский музыкант, ректор Петрозаводской государственной консерватории имени А. К. Глазунова (1977—1997), заслуженный деятель искусств Российской Федерации[153].
- Поттс, Шон (83) — ирландский музыкант, один из создателей группы «The Chieftains»[154].

## 10 февраля

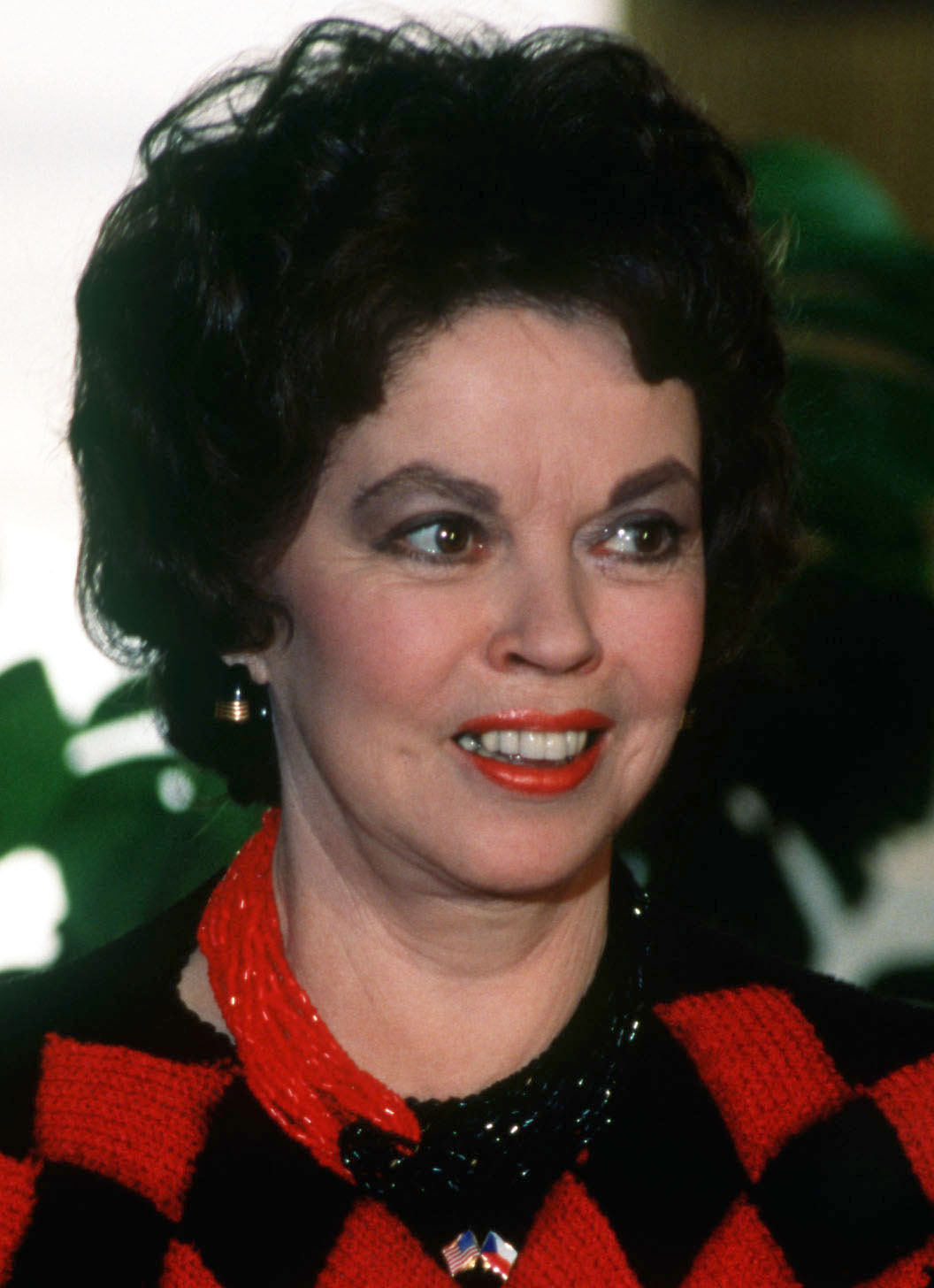
Ширли Темпл

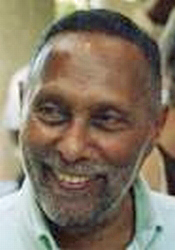
Стюарт Холл

- Алфёров, Дмитрий Георгиевич (50) — священник, протоиерей, настоятель и основатель храма «Утоли моя печали» (Челябинск)[155].
- Апанасенко, Вячеслав Михайлович (66) — советский и российский подводник, контр-адмирал, начальник управления ракетно-артиллерийского вооружения (1996—1998), начальник штаба вооружения (1998—2000) ВМФ России; самоубийство[156].
- Борст, Эльс (81) — нидерландский политик, заместитель премьер-министра (1998—2002)[157].
- Воронков, Михаил Григорьевич (92) — советский и российский химик, академик РАН, почётный житель Иркутска[158].
- Джарретт, Дуг (69) — канадский хоккеист, сыгравший 775 игр в НХЛ за «Чикаго Блэкхокс» и «Нью-Йорк Рейнджерс»[159].
- Лукич, Ненад (45) — сербский футбольный голкипер («Обилич»), чемпион Сербии (1998)[160].
- Макнот-Дэвис, Ян (84) — британский альпинист, президент Международного союза альпинистских ассоциаций (1995—2004)[161].
- Найт, Леонард (82) — американский художник, создатель «Горы Спасения»[162].
- Перчихина, Марина Константиновна (57) — российская художница, арт-критик, одна из основателей галереи «Spider & Mouse»[163].
- Романов, Борис Николаевич (76) — советский велосипедист, участник Олимпийских игр в Мельбурне (1956), чемпион мира и СССР[164].
- Самохина, Галина Михайловна (79) — советская актриса театра и кино[165].
- Темпл, Ширли (85) — американская актриса и дипломат, обладательница «Молодёжной награды Академии» (1934), по версии Американского института киноискусства — одна из величайших актрис в истории[166].
- Хабидов, Александр Шамильевич (61) — советский и российский географ, специалист в области геоморфологии и динамики берегов, главный научный сотрудник Института водных и экологических проблем СО РАН, профессор Алтайского государственного университета, доктор географических наук[167].
- Харрис, Гордон (73) — британский футболист, выступавший за «Сандерленд» (1967—1971), чемпион Англии (1960)[168].
- Холл, Стюарт (82) — британский социолог культуры и массовых коммуникаций марксистского направления[169].

## 9 февраля
- Аксель, Габриэль (95) — датский режиссёр, обладатель премии «Оскар» за лучший фильм на иностранном языке (1987)[170].
- Иванов, Тимур Борисович (42) — российский тележурналист, генеральный продюсер телерадиокомпании «Югра» (2011—2014)[171].
- Подгорбунский, Сергей Александрович (65) — советский и российский журналист и медиаменеджер, заместитель генерального директора программ Центрального телевидения СССР (1990), один из основателей и первый директор телеканала «Россия» (1990—1996)[172].
- Сениэль, Михаил (73) — чувашский поэт, прозаик, переводчик[173].
- Смирнов, Владимир Иванович (63) — ректор Нижнетагильской государственной социально-педагогической академии (1988—2012), доктор педагогических наук, профессор[174].
- Тенцова, Антонина Ивановна (91) — советский и российский учёный-фармацевт, член-корреспондент РАМН[175].

## 8 февраля

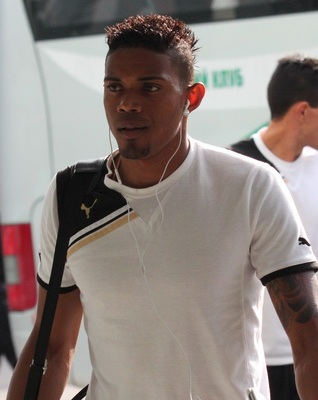
Майкон

- Аль-Хасади, Абдельазиз (?) — генеральный прокурор Ливии (2011—2013); убийство[176].
- Ерёмин, Владимир Николаевич (62) — советский и российский тренер по самбо, мастер спорта СССР, заслуженный тренер России[177].
- Канаан, Абдул Салям (82 или 83) — иорданский политик, министр социального развития (1984)[178].
- Маю, Филипп (57) — французский футболист («Мец», «Расинг» Париж), участник чемпионата мира (1982)[179].
- Перейра де Оливейра, Майкон (25) — бразильский футболист («Шахтёр» Донецк); автокатастрофа[180].

## 7 февраля
- Ковалёв, Феликс Николаевич (86) — советский и российский дипломат, Чрезвычайный и Полномочный Посол СССР в Эквадоре (1980—1986)[181].
- Монс, Дуг (80) — канадский хоккеист, капитан «Вашингтон Кэпиталз» (1974—1975)[182].
- Цауне-Морзика, Байба (68) — советская латвийская велогонщица, двукратный серебряный призёр чемпионатов мира по шоссейным велогонкам (1968, 1974), неоднократная чемпионка СССР[183].

## 6 февраля

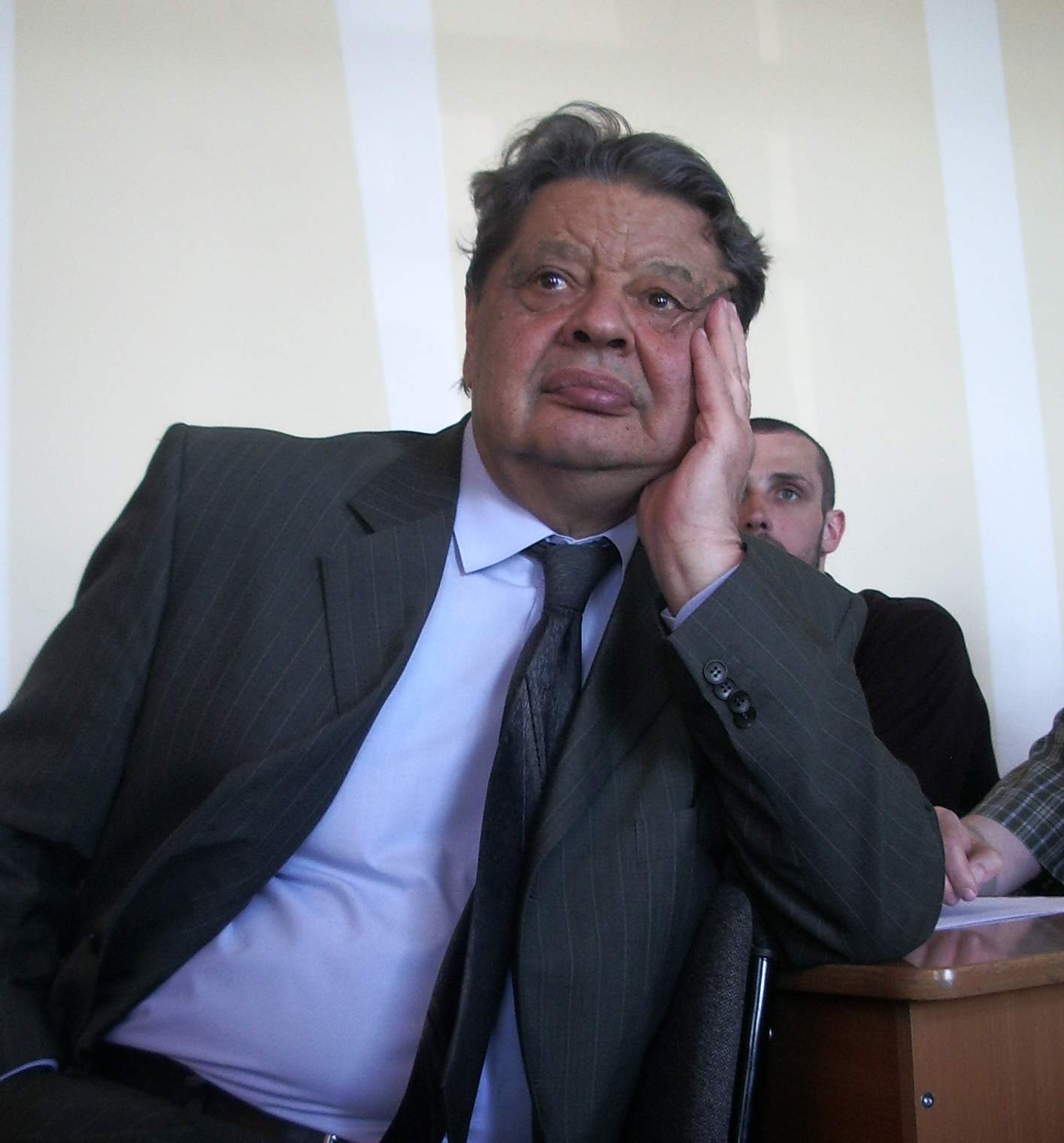
Владимир Зинченко

- Ариас Херьяк, Армодио (57) — панамский государственный деятель, министр иностранных дел (2003—2004)[184].
- Джолли, Алисон (76) — американский зоолог, в честь которой назван один из видов мышиных лемуров Jolly's mouse lemur[185].
- Зинченко, Владимир Петрович (82) — советский и российский психолог, академик РАО, ординарный профессор Высшей школы экономики, один из создателей инженерной психологии в России[186].
- Кумин, Максин (88) — американская поэтесса и писательница, лауреат Пулитцеровской премии за поэзию (1973)[187].
- Робертон, Дэвид (70) — менеджер гонщиков «Формулы-1» Кими Райкконена и Дженсона Баттона; рак гортани[188].

## 5 февраля

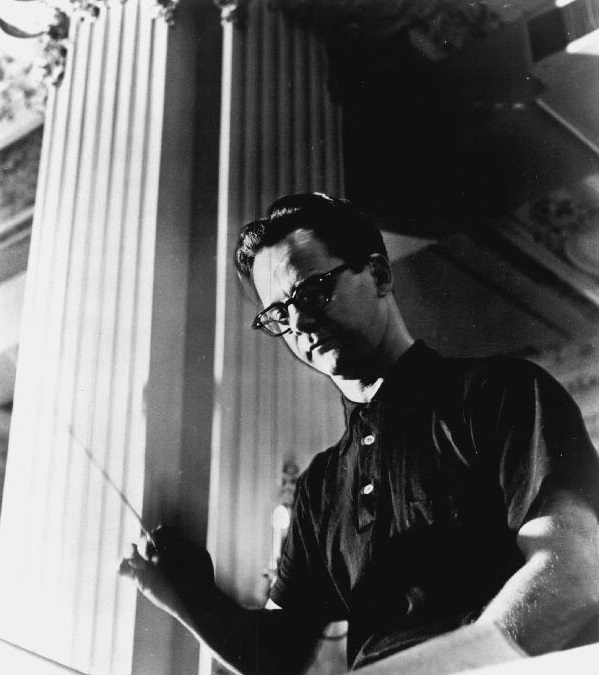
Ричард Хайман

- Бассо, Сьюзан (59) — американская преступница, совершившая убийство с особой жестокостью, казнена[189].
- Борхес, Карлос (82) — уругвайский футболист[190].
- Даль, Роберт (98) — американский политолог, один из основоположников концепции плюралистической демократии[191].
- Леонов, Борис Николаевич (81) — актёр Мичуринского драматического театра, заслуженный артист России (1993)[192].
- Рекола, Миркка[фин.] (82) — финская поэтесса, переводчик и эссеист[193].
- Сатуновский, Пётр Абрамович (94) — кинооператор, сценарист и режиссёр, ветеран войны, брат поэта Яна Сатуновского[194].
- Хайман, Ричард (93) — американский дирижёр[195].
- Чимитов, Гунга Гомбоевич (89) — народный поэт Республики Бурятия, заслуженный работник культуры Российской Федерации[196].

## 4 февраля

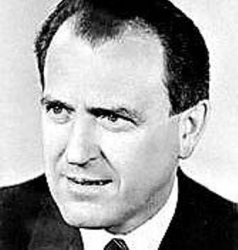
Василь Биляк

- Асфандияров, Анвар Закирович (79) — башкирский учёный-историк, профессор Башкирского государственного университета (ныне Уфимский университет науки и технологий) (1974—2014), кандидат исторических наук[197].
- Биляк, Василь (96) — член ЦК Коммунистической партии Чехословакии, член Политбюро ЦК КПЧ (1968—1988)[198].
- Гонсалес, Оскар[уточнить] (23) — мексиканский боксёр-профессионал; смерть мозга вследствие травмы[199].
- Корти, Эудженио (93) — итальянский писатель[200].
- Кузнецов, Фёдор Андреевич (81) — советский и российский химик-неорганик, академик РАН[201].
- Лота, Деннис (40) — замбийский футболист, член сборной Замбии по футболу, бронзовый призёр Кубка африканских наций (1996)[202].
- Ма У (71) — китайский актёр и режиссёр[203].
- Морозов, Иван Фёдорович (83) — советский подводник, капитан 1 ранга, Герой Советского Союза (1966)[204].
- Смелов, Александр Павлович (55) — директор Института геологии алмаза и благородных металлов СО РАН, доктор геологических наук, профессор; убийство[205].
- Сэмпсон, Хейзел (103) — американский лингвист, последний носитель языка клаллам[206] Архивная копия от 24 сентября 2015 на Wayback Machine.

## 3 февраля
- Балясинский, Изяслав Генрихович (92) — советский партийный и государственный деятель, первый секретарь Куйбышевского сельского обкома КПСС (1963—1964), председатель Куйбышевского облисполкома (1964—1965)[источник не указан 4197 дней].
- Броу, Луис (90) — американская теннисистка, неоднократная победительница турниров «Большого шлема» в одиночном и парном разрядах[207].
- Булл, Ричард (89) — американский актёр[208].
- Ганкин, Эммануил Берович (91) — советский и российский африканист, специалист по амхарскому языку, один из первый преподавателей амхарского языка в СССР и составитель первых русско-амхарских словарей[209].
- Гидеон, Луан (58) — американская актриса[210].
- Мазепа, Игорь Владимирович (40) — основатель команды Russian Time гоночных серий GP2 и GP3[211].
- Маркин, Сергей Николаевич (87) — советский государственный деятель, председатель Совета Министров Якутской АССР (1979—1989)[212].
- Урьяш, Игорь Владимирович (48) — российский пианист, лауреат Международного конкурса камерных ансамблей имени Дж. Б. Виотти (1991), дипломант Международного конкурса пианистов имени С. С. Прокофьева (1992)[213].
- Хмельницкая, Марина Юльевна (73) — ректор Российского университета театрального искусства — ГИТИС (2000—2009), профессор, заслуженный деятель искусств Российской Федерации[214].
- Чич, Гисса Карович (77) — российский адыгейский композитор, заслуженный деятель искусств России, автор 200 произведений различных жанров[215].

## 2 февраля

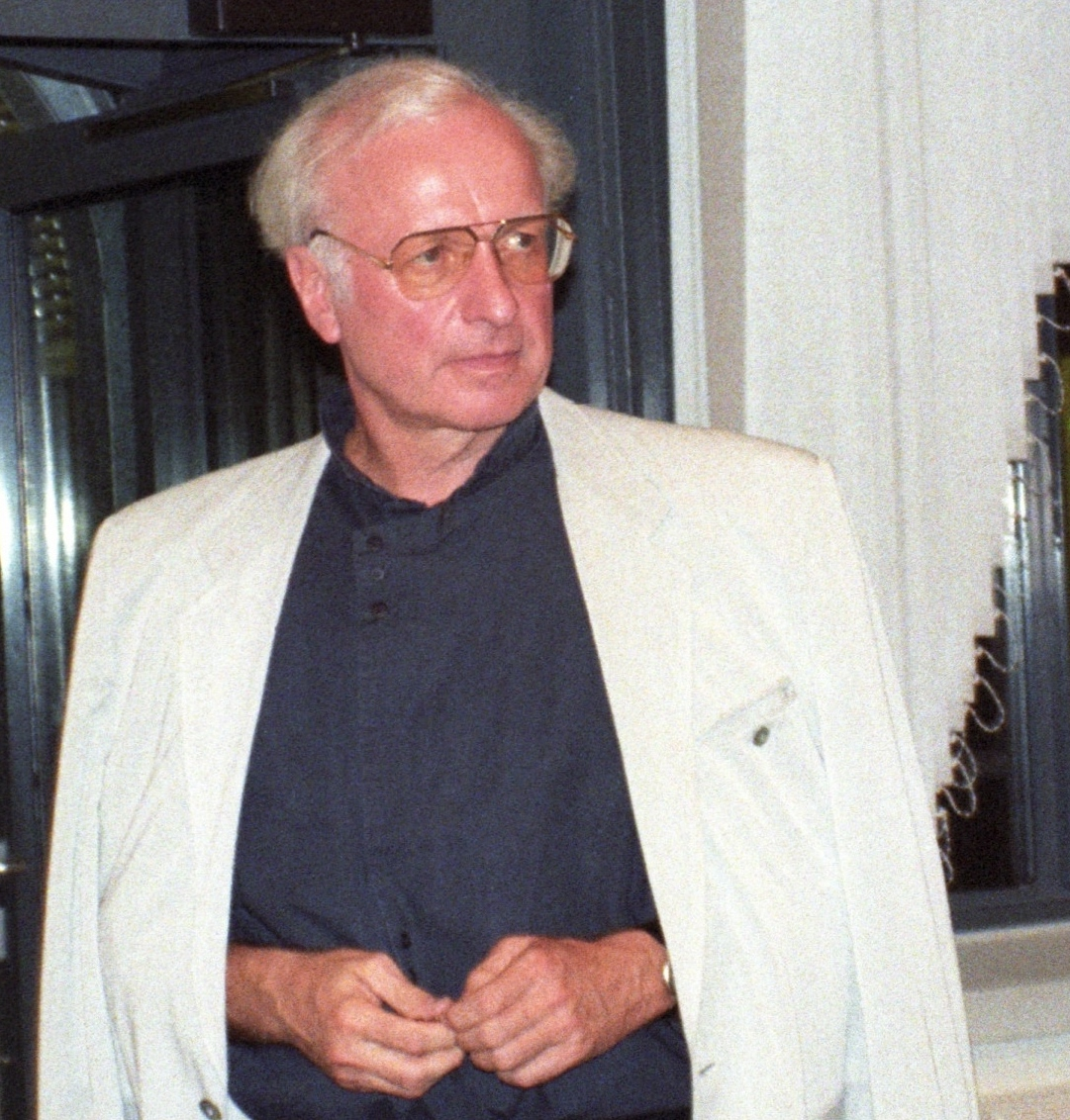
Герд Альбрехт

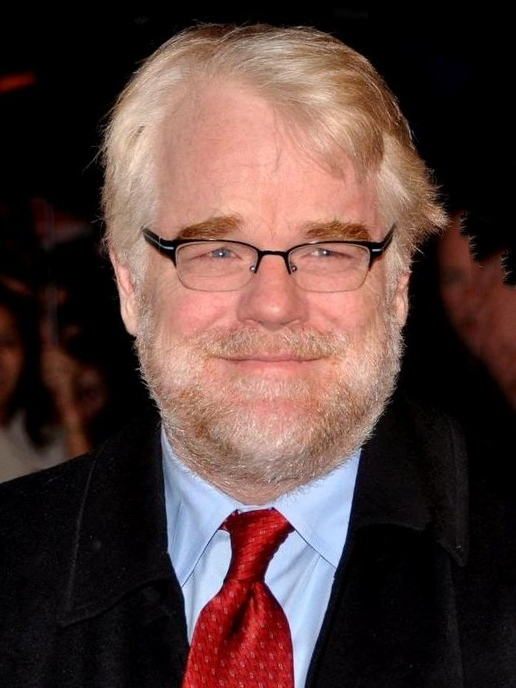
Филип Сеймур Хоффман

- Акино, Томми (21) — американский мотогонщик, бронзовый призёр чемпионат мира (2011); авария[216].
- Альбрехт, Герд (78) — немецкий дирижёр, главный дирижёр Чешского филармонического оркестра (1993—1996)[217].
- Бён, Карл Эрик (48) — норвежский гандболист и тренер, старший тренер женской сборной Венгрии по гандболу (с 2011)[218].
- Геринель, Эмиль (83) — французский велосипедист, двукратный победитель Гран-при Плуэ (1951, 1952)[219].
- Коутинью, Эдуарду (80) — бразильский режиссёр, лауреат Берлинского кинофестиваля (1985); убийство[220].
- Рауль, Луис (61) — пуэрто-риканский актёр[221].
- Хоффман, Филип Сеймур (46) — американский актёр, лауреат премий «Оскар» и «Золотой глобус» (2006), призёр Венецианского международного кинофестиваля (2012) («Магнолия», «Капоте», «Мастер»); передозировка наркотиков[222].

## 1 февраля

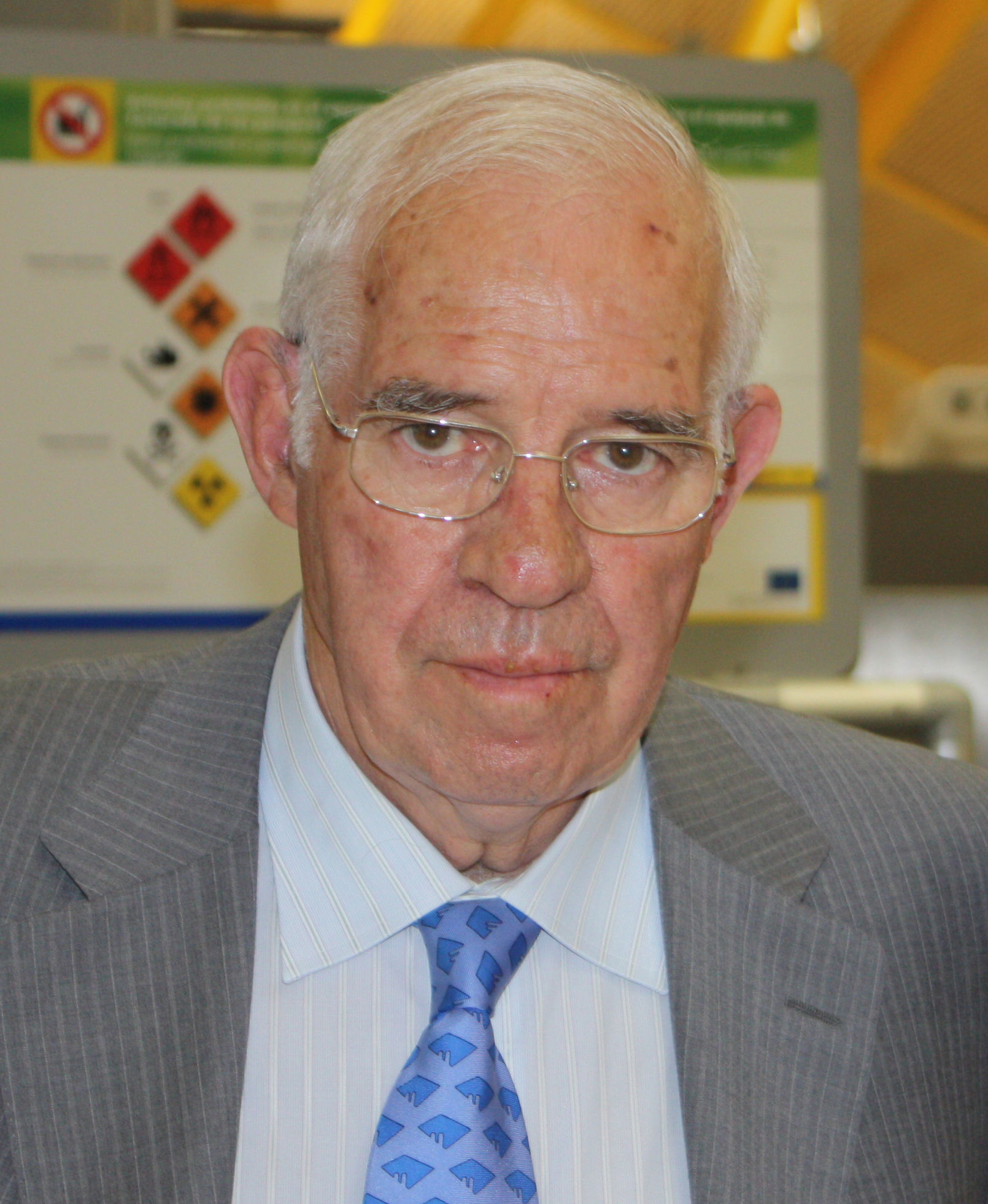
Луис Арагонес

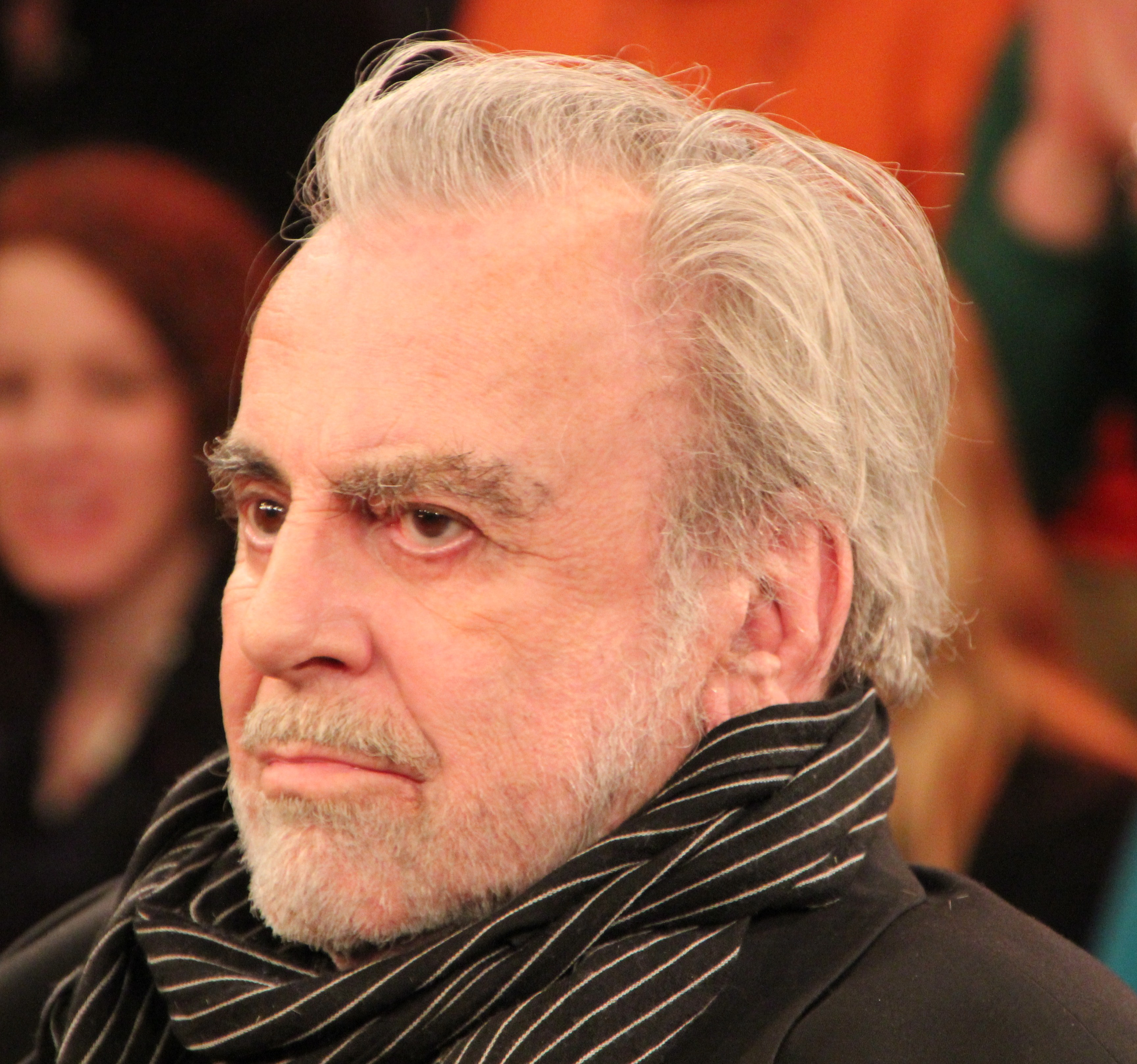
Максимилиан Шелл

- Адамс, Флойд (68) — американский политик, мэр Саванны (Джорджия) (1996—2003)[223].
- Арагонес, Луис (75) — испанский футболист и тренер, главный тренер сборной Испании по футболу (2004—2008)[224].
- Богуслаев, Сергей Владимирович (73) — российский артист цирка, дрессировщик собак, клоун, заслуженный артист России[225].
- Божков, Стефан (90) — болгарский футболист, бронзовый призёр летних Олимпийских игр в Мельбурне (1956)[226].
- Гройич, Любиша Душанович (85) — участник югославского партизанского движения периода Второй мировой войны, участник ветеранского движения Эстонии[227].
- Пауэр, Дэвид (85) — австралийский легкоатлет, бронзовый призёр летних Олимпийских игр в Риме (1960) в беге на 10 000 метров[228].
- Петров, Василий Иванович (97) — советский военачальник, Маршал Советского Союза (1983), Герой Советского Союза (1982)[229].
- Пономаренко, Леонид Николаевич (94) — ветеран Великой Отечественной войны, Герой Советского Союза (1944), почётный житель Новосибирска[230].
- Хейтли, Тони (72) — английский футболист, нападающий («Ноттс Каунти», «Астон Вилла», «Челси» и «Ливерпуль»)[231].
- Шелл, Максимилиан (83) — австрийский актёр, продюсер и режиссёр, лауреат премий «Оскар» (1962) и «Золотой глобус» (1962, 1993) («Нюрнбергский процесс», «Топкапи», «Джулия»)[232].